# Médaille de Partisan de la guerre patriotique

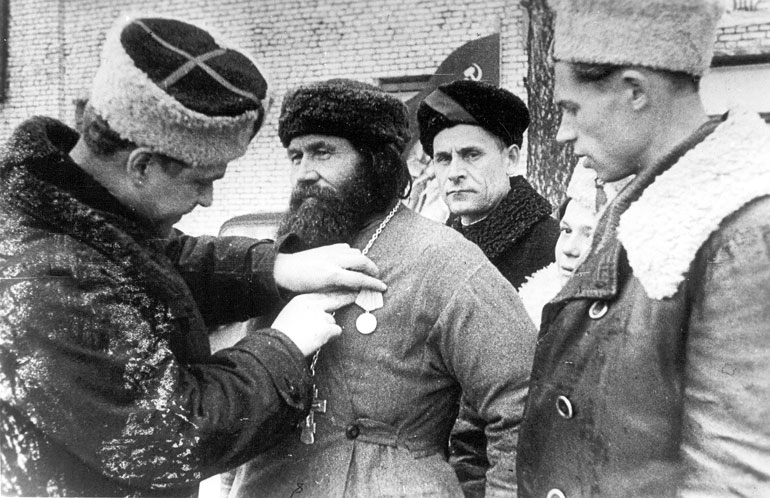
Un curé de village se voit décerner la Médaille « partisan de la guerre patriotique » de 2e classe en Ukraine.

La médaille « À un partisan de la guerre patriotique»  (russe : Медаль «Партизану Отечественной войны», Médaille "Partizanu Otechestvennoi voiny") est une récompense paramilitaire soviétique de la Seconde Guerre mondiale établie en deux classes le 2 février 1943, par décret du Présidium du Soviet suprême de l'URSS, décernés aux partisans soviétiques ayant libéré la patrie soviétique des envahisseurs nazis loin derrière les lignes ennemies. Son statut a été modifié par un autre décret du Présidium du Soviet suprême de l'URSS le 26 février 1947.

## Statut
La médaille de « Partisan de la guerre patriotique » a été décernée en deux classes.
- La médaille de première classe a été décernée aux partisans, aux dirigeants et aux organisateurs d'unités de partisans, pour des réalisations exceptionnelles dans l'organisation du mouvement de guérilla, pour la bravoure et l'héroïsme de la lutte partisane dans les territoires occupés, loin derrière les lignes allemandes[2]
- La médaille de deuxième classe a été décernée aux partisans, aux chefs et aux organisateurs d'unités de partisans, pour distinction personnelle au combat, dans l'exécution des ordres et des missions de commandement, pour le soutien actif de la guérilla contre les envahisseurs nazis[2].

La médaille de « Partisan de la guerre patriotique » a été décernée au nom du Présidium du Soviet suprême de l'URSS. Elle était portée sur le côté gauche de la poitrine et en présence d'autres médailles de l'Union soviétique, immédiatement après la médaille « Pour valeur au travail ». Lorsqu'elles sont portées en présence d'ordres et de médailles de la fédération de Russie, ces dernières ont préséance.
Les médailles décernées à titre posthume, ainsi que leurs certificats de récompense correspondants, sont transférés aux familles pour être conservés et en souvenir.

## Description
C'était une médaille circulaire de 32 mm de diamètre, la médaille de première classe était frappée en argent, la médaille de deuxième classe était frappée en laiton. Leurs avers identiques portaient à gauche les profils en buste de Lénine et de Staline, ce dernier étant le plus proche et légèrement à droite. Un ruban en relief de 3 mm de large faisait la circonférence de la médaille ; tout en bas, une étoile à cinq branches en relief portant un marteau et une faucille coupait en deux l'inscription « URSS » (russe : «СССР»). Sur le reste du ruban, était gravé l'inscription en relief « À un partisan de la guerre patriotique » (russe : «Партизану Отечественной войны»). Sur leurs revers également identiques, l'inscription en relief en trois lignes « Pour notre patrie soviétique » (russe : «За нашу Советскую Родину», Za nashu Sovetskuyo Rodinu) ; au-dessus de l'inscription, l'image en relief du marteau et de la faucille.
La médaille était fixée par un anneau à travers la boucle de suspension de la médaille à une monture pentagonale soviétique standard recouverte d'un ruban moiré de soie vert clair de 24 mm qui se chevauchait, le ruban pour la médaille de première classe avait une large bande centrale rouge de 2 mm, la bande était cependant bleue pour la médaille de deuxième classe.
| 1re classe | Revers | 2e classe |
| ---------- | ------ | --------- |
|            |        |           |

| Nom spécifique de la barrette   | Barrette de 1re classe | Variante barrette de 1re classe | Barrette 2e classe | Variante barrette de 2e classe |
| ------------------------------- | ---------------------- | ------------------------------- | ------------------ | ------------------------------ |
| Image de la barrette            |                        |                                 |                    |                                |
| Date d'admission de la barrette | Juin 1943 - 1991       | Février 1943 - Juin 1943        | Juin 1943 - 1991   | Février 1943 - Juin 1943       |

## Récipiendaires (liste partielle)
Les personnes ci-dessous étaient toutes récipiendaires de la médaille de « partisan de la guerre patriotique ».
- Dmitri Nikolaïevitch Medvedev (en), héros de l'Union soviétique
- Oleksiy Fedorov, deux fois Héros de l'Union soviétique
- Ina Konstantinova (en), chroniqueuse de guerre et partisane soviétique
- Valentin Kotyk (en), éclaireur partisan, héros posthume de l'Union soviétique
- Ivan Tourkénitch (en), partisan ukrainien, héros posthume de l'Union soviétique
- Piotr Verchigora (en), héros de l'Union soviétique
- Vladimir Droujynine (en), héros de l'Union soviétique
- Ivan Banov (en), héros de l'Union soviétique
- Ilya Starinov
- Semion Roudniev (en), héros posthume de l'Union soviétique
- Piotr Macherov, héros de l'Union soviétique
- Sydir Kovpak, deux fois Héros de l'Union soviétique
- Vassili Korj (en), héros de l'Union soviétique
- Ivan Sergueïtchik (en), commissaire politique du NKVD avec les partisans
- Alexandre Sabourov (en), partisan adolescent et héros de l'Union soviétique
- Alès Adamovitch, partisan adolescent
- Oleg Kochévoï (en), fondateur de l'organisation partisane Jeune Garde
- Oleg Antonov, concepteur d'avions
- Mikhaïl Iegorov (en), héros de l'Union soviétique
- Pavel Soudoplatov, lieutenant général
- Alexandre Golovanov, maréchal en chef de l'aviation
- Alexandre Chélépine Président du KGB de 1958 à 1961